# Brotomys voratus
Brotomys voratus е изчезнал вид бозайник от семейство Бодливи плъхове (Echimyidae).

## Разпространение
Видът е бил ендемичен за субтропичните и тропически влажни низинни гори на Еспаньола (Доминиканската република и Хаити).